# غوستاف كليمون-بايار
غوستاف كليمون-بايار (بالفرنسية: Adolphe Clément-Bayard)‏ (و. 1855 – 1928 م) هو مخترع، وشخصية أعمال، وسائق سيارة سباق، ومهندس فرنسي، توفي في باريس، عن عمر يناهز 73 عاماً، بسبب نوبة قلبية.

## جوائز
حصل على جوائز منها:

وسام جوقة الشرف من رتبة قائد

## روابط خارجية
- غوستاف كليمنت على موقع أرشيف الدراجات (الإنجليزية)